# Liste der Monuments historiques in Murville
Die Liste der Monuments historiques in Murville führt die Monuments historiques in der französischen Gemeinde Murville auf.

## Liste der Objekte
| Bezeichnung                    | Beschreibung | Standort                                 | Kennzeichnung | Schutzstatus | Datum | Bild |
| ------------------------------ | --- | ---------------------------------------- | ------------- | ------------ | ----- | ---- |
| Votivleuchter                  | Schmiedeeisen, 18. Jahrhundert                                                                                    | in der Kirche St-Barthélemy (Lage)       | PM54001725    | Inscrit      | 1996  |      |
| Skulptur Heiliger Bartholomäus | Kalkstein, farbig gefasst, 16. Jahrhundert                                                                        | außen an der Kirche St-Barthélemy (Lage) | PM54001726    | Inscrit      | 1996  |      |
| Hauptaltar                     | Altartisch, Tabernakel, Retabel und Madonnenskulptur; Holz, farbig gefasst und vergoldet, 17. und 19. Jahrhundert | in der Kirche St-Barthélemy (Lage)       | PM54001724    | Inscrit      | 1996  |      |